# Mellifont
Mellifont (irisch An Mhainistir Mhór) ist eine kleine Ortschaft im County Louth im Osten der Republik Irland.
Mellifont liegt im Südwesten der Grafschaft Louth, direkt an der Grenze zum County Meath, etwa 7 km (Luftlinie) nordwestlich von Drogheda.
Bekannt wurde der Ort durch die 1142 gegründete Mellifont Abbey, mit der er die Überreste der ersten in Irland errichteten Zisterzienser-Abtei beherbergt.

## Persönlichkeiten
- Blayney Hamilton (1872–1946), Badminton-, Tennis-, Hockey- und Cricketspieler